# Саутвуд Ејкерс (Конектикат)
Саутвуд Ејкерс (енгл. Southwood Acres) насељено је место без административног статуса у америчкој савезној држави Конектикат.

## Демографија
По попису из 2010. године број становника је 7.657, што је 410 (-5,1%) становника мање него 2000. године.
| Група             | 2000.         | 2010.         |
| Белци             | 7.720 (95,7%) | 7.164 (93,6%) |
| Афроамериканци    | 77 (1,0%)     | 107 (1,4%)    |
| Азијати           | 67 (0,8%)     | 92 (1,2%)     |
| Хиспаноамериканци | 129 (1,6%)    | 199 (2,6%)    |
| Укупно            | 8.067         | 7.657         |